# تپه اطراف شهر سوخته ۳۰۲
تپه اطراف شهر سوخته شماره ۳۰۲ در شهرستان زابل، بخش شیب آب، دهستان لوتک روستای حومه شهر سوخته، ۱۶/۶۰۰ک متری جنوب پایگاه باستان‌شناسی شهر سوخته واقع شده و این اثر در تاریخ ۲۳ بهمن ۱۳۸۵ با شمارهٔ ثبت ۱۷۲۹۴ به‌عنوان یکی از آثار ملی ایران به ثبت رسیده است.